# پرت اند ویتنی آر-۱۸۳۰ تووین واسپ
پرت اند ویتنی آر-۱۸۳۰ تووین واسپ (به انگلیسی: Pratt & Whitney R-1830 Twin Wasp) یک موتور هواگرد ساختِ کارخانهٔ پرت اند ویتنی در کشور ایالات متحده آمریکا است . 